# Batalla de Manila (1899)
La Batalla de Manila (en filipino: Labanan sa Maynila; en inglés: Battle of Manila), fue la primera y más grande batalla de la guerra filipino-estadounidense, se libró el 4 y 5 de febrero de 1899, entre 19.000 soldados estadounidenses y 15.000 milicianos armados filipinos. El conflicto armado estalló cuando las tropas estadounidenses, bajo órdenes de rechazar a los insurgentes de su campamento, dispararon contra un grupo invasor de filipinos. El presidente filipino Emilio Aguinaldo intentó negociar un alto el fuego, pero el general estadounidense Elwell Stephen Otis lo rechazó y los combates se intensificaron al día siguiente. Terminó en una victoria estadounidense, aunque las escaramuzas menores continuaron durante varios días después.

## Disposición de fuerzas

### Fuerzas filipinas
Después de la rendición de Manila a las fuerzas estadounidenses por los españoles en 1898, el general Aguinaldo exigió la ocupación de una línea de bloques en la Línea Zapote, que había sido el perímetro defensivo español. El general Otis inicialmente rechazó esto, pero más tarde dijo que no se opondría a menos que lo anulara una autoridad superior. Se estimó en ese momento que había alrededor de 20.000 tropas filipinas rodeando Manila, con su distribución y composición exacta sólo parcialmente conocida.

### Fuerzas estadounidenses
Las fuerzas del ejército de los Estados Unidos sumaban unos 800 oficiales y 20.000 hombres alistados. De ellos, unos 8.000 fueron desplegados en Manila y 11.000 en una línea defensiva dentro de la línea zapote. Las tropas estadounidenses restantes estaban en Cavite o en transportes apagados en Iloílo.

## Primeros disparos

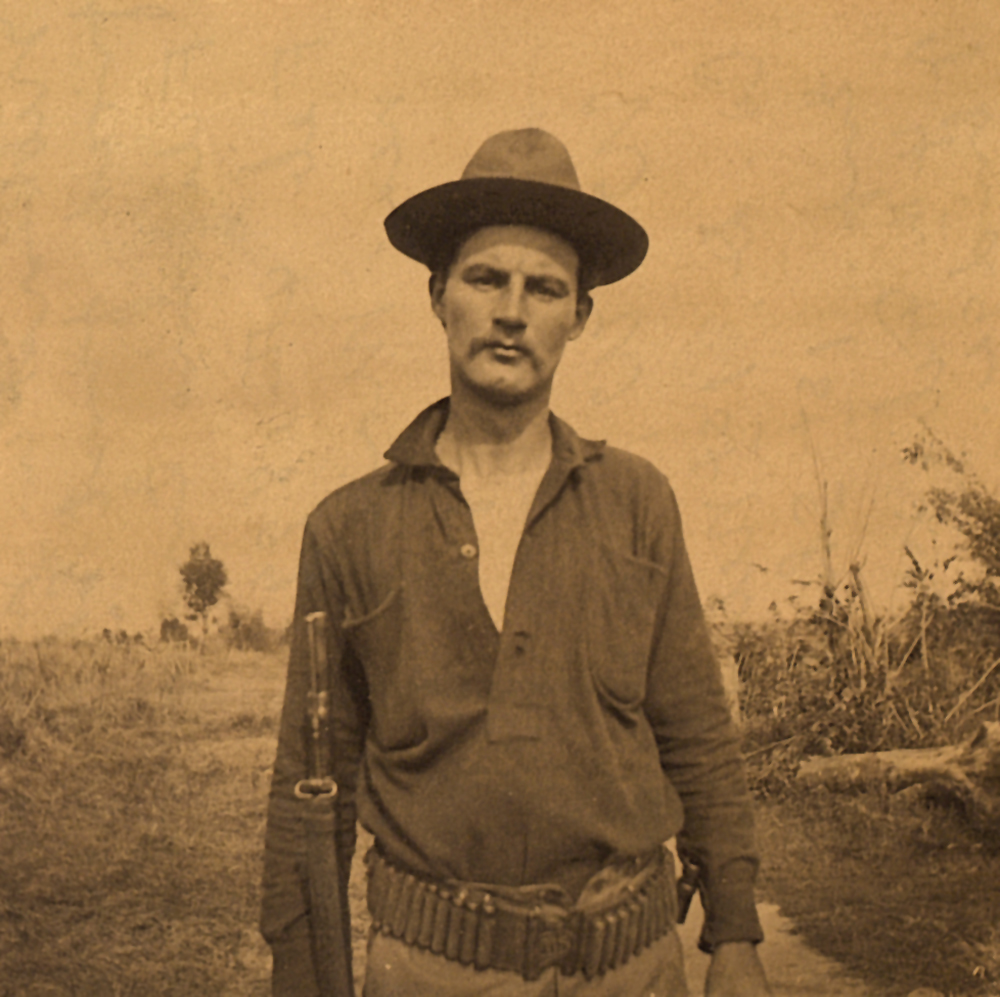
Soldado William Walter Grayson, quien realizó los primeros disparos en la Batalla de Manila (1899).

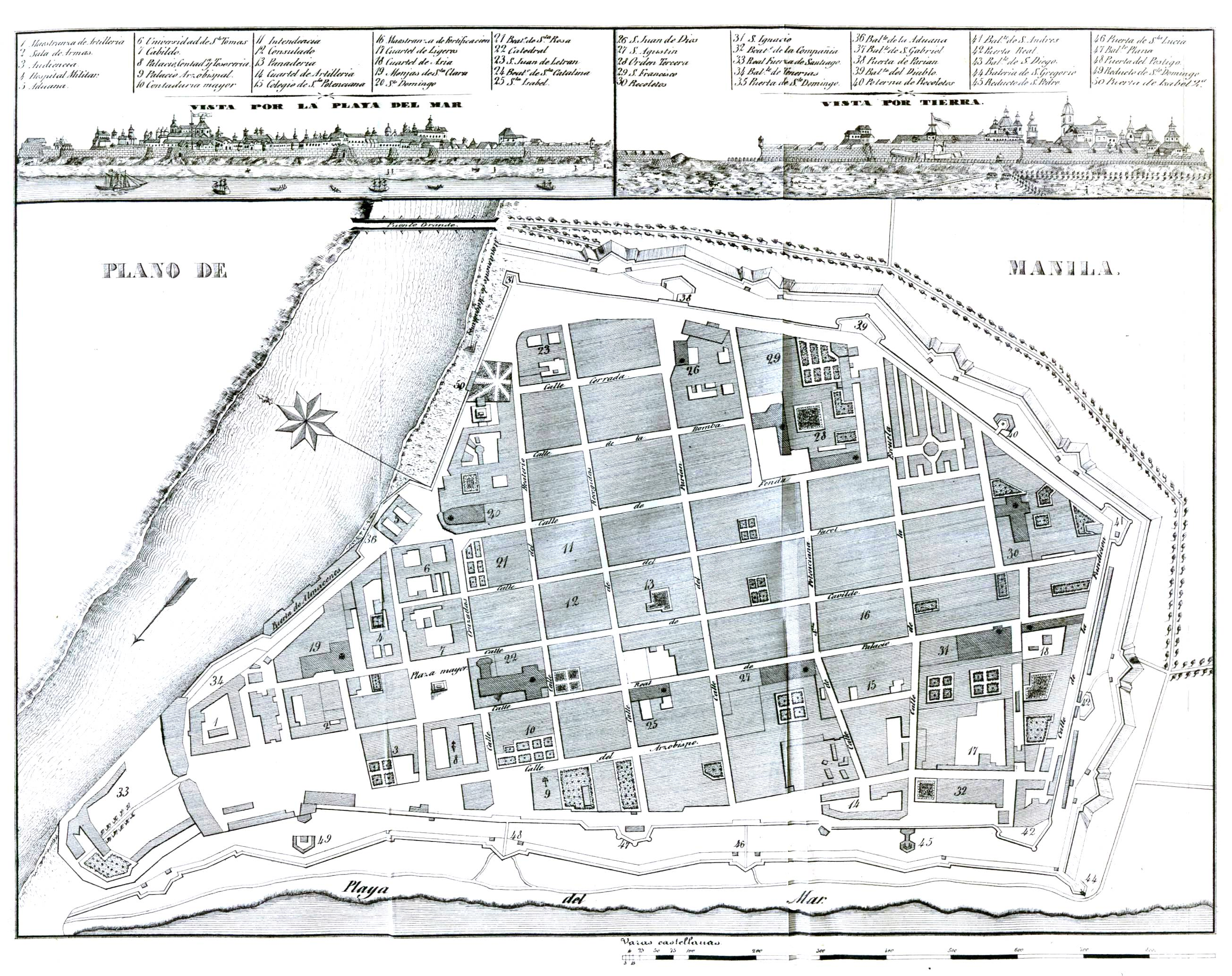
Plano de Manila tal como existía en 1851

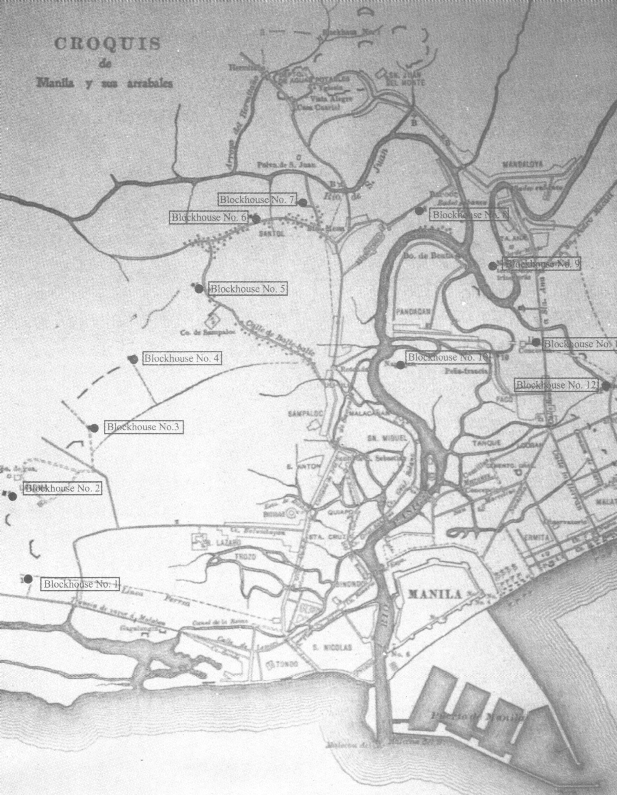
Ubicaciones de fortines de la Línea Zapote

Las fuentes generalmente están de acuerdo en que los primeros disparos fueron disparados por el soldado William Walter Grayson, un inglés que había emigrado a Estados Unidos c. 1890, se había alistado como soldado voluntario en Lincoln, Nebraska, en mayo de 1898, un mes después de que estallara la Guerra hispano-estadounidense, y se había desplegado con su unidad en las Filipinas en junio de 1898. La unidad de Grayson, la Primera Infantería Voluntaria de Nebraska al mando del coronel John M. Stotsenburg, había estado acampada en Santa Mesa, Manila, desde el 5 de diciembre de 1898. Durante el tiempo de su campamento, había habido incidentes en y alrededor del Puente de San Juan, ubicado justo al este del área.
En la mañana del 4 de febrero, Stotsenburg dijo, “Sus órdenes son mantener el pueblo. Si algún hombre armado entra en nuestras líneas, pídalos que salgan. Si persisten en venir, convoque a suficientes hombres para arrestarlos. En caso de que se haga un avance en la fuerza, recurra al puesto avanzado del oleoducto y resista la ocupación de la aldea por todos los medios a su alcance, pidiendo ayuda a estos cuarteles generales”. En un informe más tarde ese día, el teniente Burt D. Wheedon escribió: “En la mañana del 4 de febrero, los insurgentes ordenaron a nuestros hombres que se mudaran de la ciudad (Santol), y ante su negativa a hacerlo, el primero dijo que traerían un cuerpo de hombres y los llevarían de vuelta cuando llegara la noche”. El teniente Wheedon se hizo cargo de un puesto avanzado en la carretera de Santol a las siete de la tarde y, a las 7:30, se dieron órdenes que dijeran: “No hay insurgentes armados para entrar en la ciudad o sus alrededores... Detengan a todas las personas armadas que intentaron avanzar desde la dirección de las líneas insurgentes que se encuentran entre las casas de bloques 6 y 7 y el Puente sanjuaní y ordenen que regresen a sus líneas. Si se negaban a ir, arrestarlos si era posible, o si esto era imposible, disparar contra ellos... Patrulla cada una de las carreteras que conducen a las casas de bloques 6 y 7 durante 100 yardas cada media hora”. (El blocao 6 estaba ubicado en la línea de la ciudad justo al sureste de lo que ahora es la calle Santol. Blockhouse 7 estaba a unos 100 yd (91 m) al norte-noreste de un punto donde la tubería de agua cruzaba la carretera de Santol).
Alrededor de las 8 pm del 4 de febrero de 1899, Grayson, junto con el soldado Orville Miller y otro hombre avanzaron desde Santol hacia el blocao 7, de repente se encontró con cuatro hombres armados después de unos cinco minutos de patrullaje. Según el relato de Grayson, él y Miller llamaron “¡Alto!” y, cuando los cuatro hombres respondieron agarrando sus rifles, les dispararon y se retiraron a Santol. Los relatos personales de Grayson afirman que “dejó caer” dos y Miller uno, pero ni los informes oficiales estadounidenses ni filipinos mencionan a nadie que haya sido golpeado. A la escaramuza se atribuye por el comienzo de la Batalla de Manila, y la guerra filipina-estadounidense.
Algunas fuentes aseguran que el encuentro tuvo lugar en el Puente de San Juan. Un marcador que se había parado en ese sitio fue ordenado trasladado a Santa Mesa en 2003 por Ambeth Ocampo, entonces presidente de la Comisión Histórica Nacional de Filipinas, después de que la investigación del Dr. Benito Legarda concluyó que el disparo se disparó en algún lugar entre blockhouse 7 (dentro del límite de Manila) y Barrio Santol (distrito de Sampaloc) en la carretera de conexión que ahora es Sociego.

## Reacciones de Aguinaldo y Otis

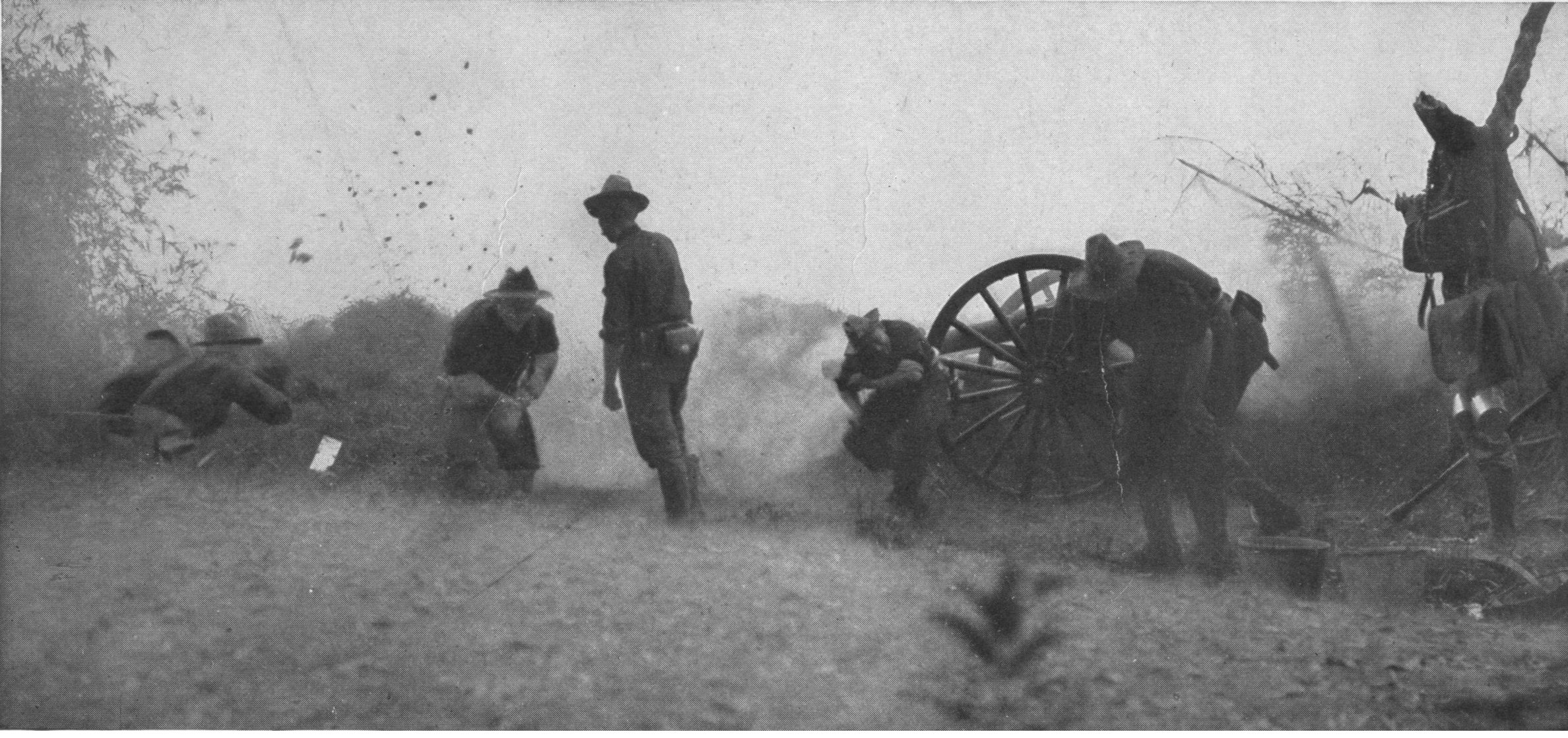
Batería estadounidense en acción en el Puente de San Juan del Monte, 1899

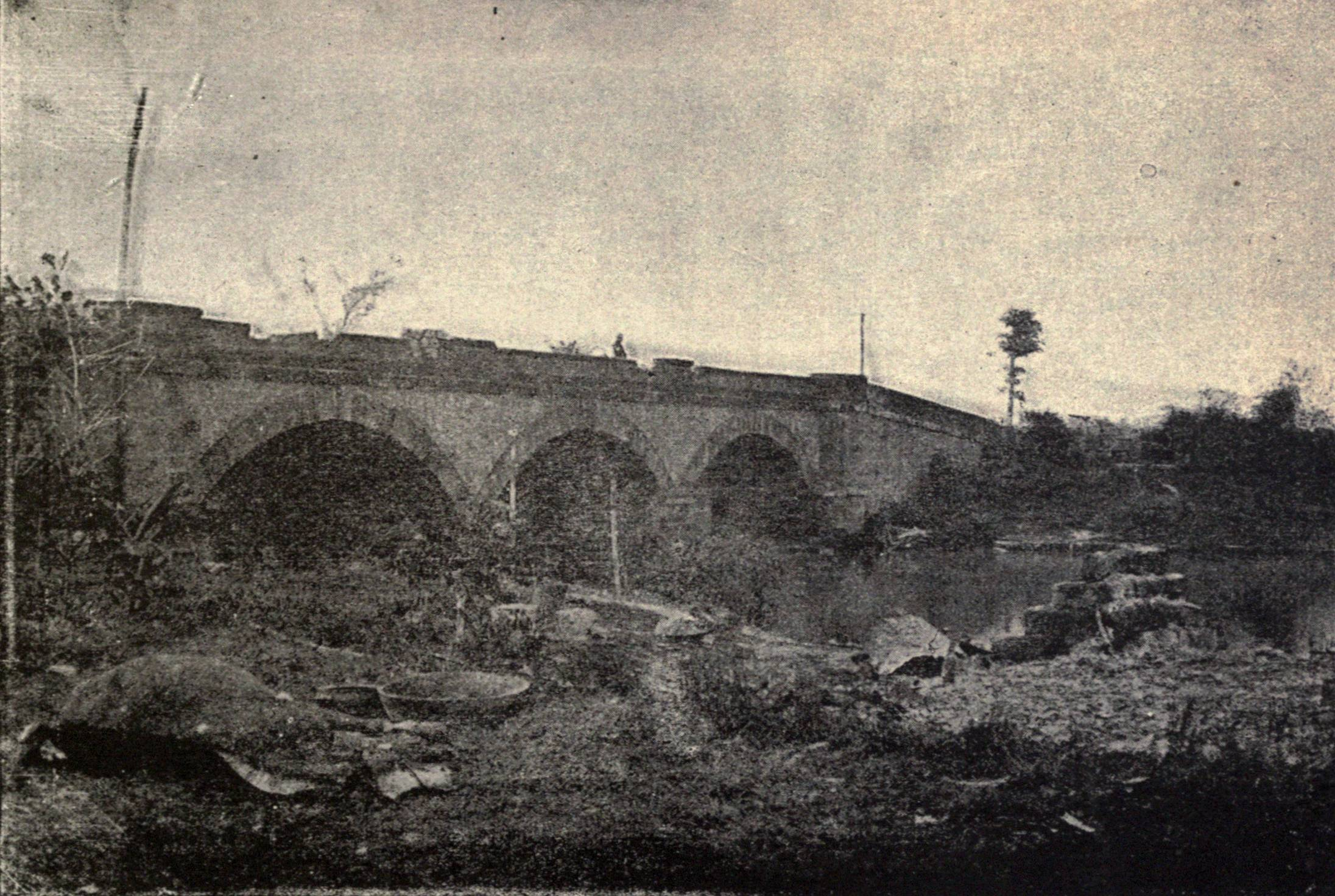
El Puente de San Juan del Monte en 1899

Aguinaldo estaba ausente en Malolos cuando comenzó el conflicto el 4 de abril. Esa misma noche, un capitán filipino en Manila lo encontró, afirmando que los estadounidenses habían comenzado las hostilidades. Aguinaldo quería evitar el conflicto abierto con los estadounidenses mientras mantenía su posición de liderazgo con sus seguidores nacionalistas. Al día siguiente (5 de abril), Aguinaldo envió un emisario al general Otis para que mediara, diciendo que “los disparos de nuestro lado la noche anterior habían sido en contra de mi orden”.
Otis, que entonces confiaba en que una campaña militar contra Aguinaldo sería rápida, era un veterano de las guerras indio-americanas y reaccionó tanto como podría haber reaccionado a sus oponentes sioux décadas antes, “Habiendo comenzado la lucha, debe continuar hasta el final sombrío”.
Aguinaldo entonces tranquilizó a sus seguidores con la promesa de luchar si era forzado por los estadounidenses, a quienes había llegado a temer a medida que nuevos opresores venían a reemplazar a los españoles.

“Es mi deber mantener la integridad de nuestro honor nacional, y la del ejército tan injustamente atacado por aquellos, que haciéndose pasar por nuestros amigos, intentan dominarnos en lugar de los españoles. Por lo tanto, para la defensa de la nación que se me ha confiado, por la presente ordeno y mando: La paz y las relaciones amistosas entre la República filipina y el ejército de ocupación estadounidense están rotas, y este último será tratado como enemigo con los límites prescritos por las leyes de la guerra”.

## Batalla
Sorprendidos por el repentino arrebato, los filipinos permanecieron en sus trincheras e intercambiaron fuego con los estadounidenses. Un batallón filipino montó una carga contra la 3.ª Artillería estadounidense, derrotó a una compañía de soldados estadounidenses y logró capturar dos piezas de artillería por un tiempo. Las tropas filipinas habían sido sorprendidas sin preparación y sin líderes, ya que sus generales habían ido a casa con sus familias durante el fin de semana. Los soldados estadounidenses, en cambio, estaban listos y sólo necesitaban seguir una planificación previamente preparada. Al día siguiente, el general de brigada Arthur MacArthur ordenó un avance estadounidense-
Cuando los oficiales filipinos llegaron al campo, muchos líderes influyentes trataron de detener los combates. Aguinaldo envió emisarios para negociar un alto el fuego. Pero tanto Otis como MacArthur pensaron que la crisis debía llevarse a un punto crítico y se negaron a negociar.
El general MacArthur, al mando del norte de Manila, había desarrollado un plan defensivo que requería que toda su división lanzara una ofensiva total a lo largo de la cresta de Santa Mesa en caso de ataque, capturara las casas de bloques y se apoderará del hospital chino y del cementerio de La Loma. El general Anderson, a lo largo de las líneas del sur, creyó que se enfrentaba a un ataque inminente, por lo que con permiso de Otis, envió a toda su división en un ataque preventivo a primera luz. Las fuerzas del brigadier general Pío del Pilar huyeron hacia el río Pasig, donde muchos se ahogaron. La batalla del 5 de febrero se libró a lo largo de un frente de 25 km (16 millas) y fue la más grande y sangrienta de la guerra. Involucró a todos o parte de 13 regimientos estadounidenses y miles de filipinos. Las bajas estadounidenses ascendieron a 238, de las cuales 44 murieron en acción o por heridas. El informe oficial del ejército de los Estados Unidos enumeró las bajas filipinas como 4.000, de las cuales 700 murieron, pero esto es una conjetura.
Los filipinos se sorprendieron cuando los estadounidenses atacaron. Estaban acostumbrados a las tácticas españolas de retirarse a las ciudades fortificadas después de una incursión nocturna. El ataque de MacArthur en el norte capturó la cresta que dominaba Manila (MacArthur fue ascendido más tarde a General de División y se convirtió en Gobernador General de Filipinas). Después de la confusión inicial, el ataque del general de brigada Thomas M. Anderson en el sur capturó la aldea de Pasay y los suministros filipinos almacenados allí.

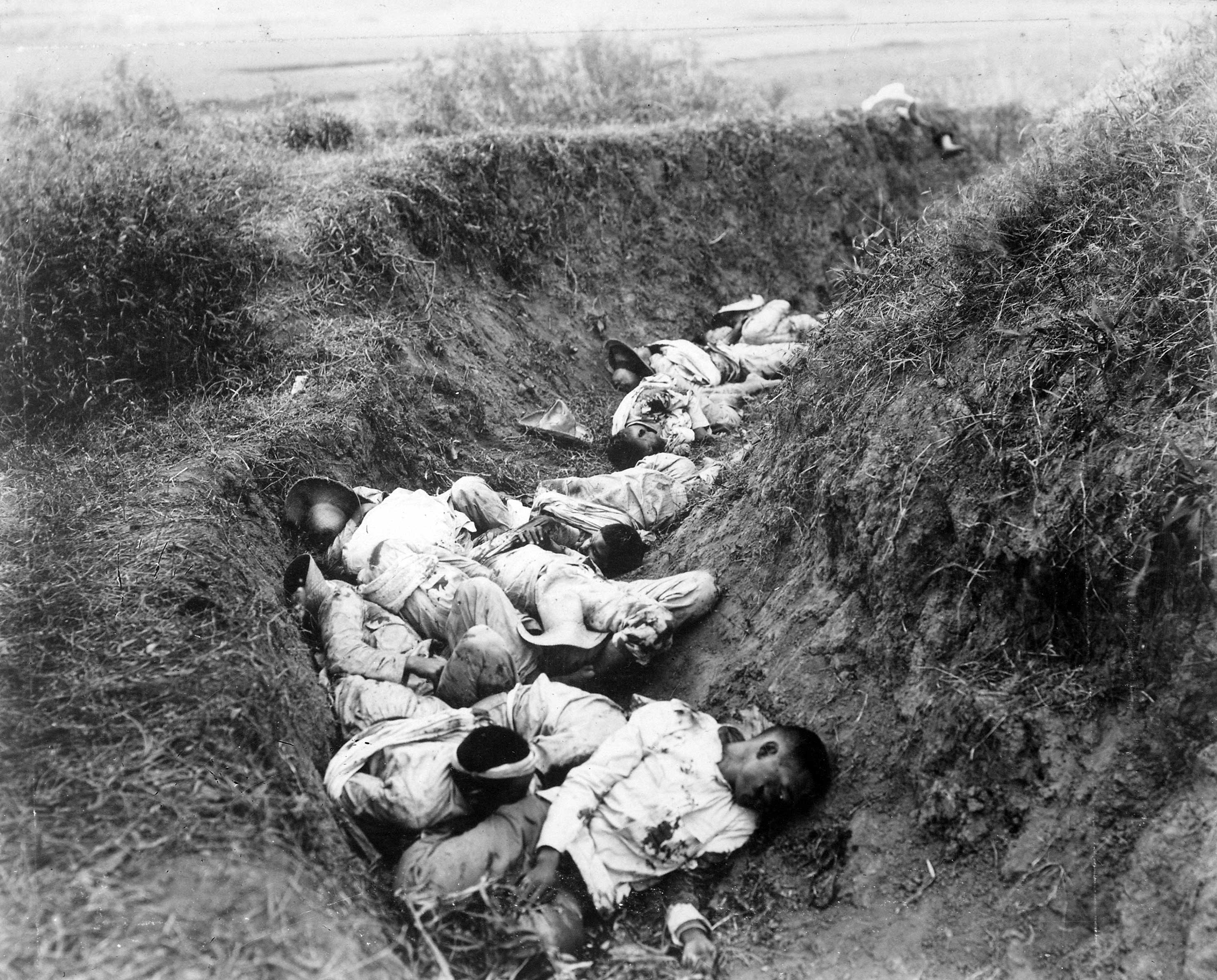
Foto del Ejército de Los Estados Unidos: “Insurgentes muertos justo cuando cayeron en la trinchera cerca de Santa Ana, el 5 de febrero. La trinchera era circular, y la imagen muestra solo una pequeña porción”.

Los filipinos contaban con un levantamiento de los ciudadanos de Manila para dividir a las fuerzas estadounidenses e interrumpir las líneas de suministro estadounidenses. Aunque se produjeron algunos incendios dentro de la ciudad, no se produjo ningún levantamiento general, ya que la Guardia preboste del mariscal brigadier general Robert Patterson Hughes reprimió rápidamente cualquier disturbio. Sin embargo, algunas pequeñas unidades de soldados filipinos que no habían sido parte de la fuerza que fue derrotada, se pelearon con los estadounidenses durante varios días en las afueras de Manila antes de ser expulsados.

## Orden de batalla

### Filipinas
Ejército Revolucionario Filipino – General Emilio Aguinaldo
- Jefe de operaciones: General Antonio Luna

| Zona | Comandantes                                          | Unidades conocidas                                                         |
| --- | ---------------------------------------------------- | -------------------------------------------------------------------------- |
| Primera zona (sur de Manila, con su flanco izquierdo apoyado contra la bahía de Manila, ocupando las ciudades de Bacoor, Las Piñas, Palañag, Pineda, y Malate)                                  | General Mariano Noriel - Coronel Juan Cailles        | - 2do Batallón Noveleta - 1er Batallón Salinas - 5to Batallón Malabon      |
| Segunda zona (junto a la Primera Zona, con su flanco derecho apoyado contra el río Pasig, ocupando las localidades de San Pedro de Macati, Pateros, Taguig, Pasig, y Santa Ana)                 | General Pio del Pilar                                | - Batallón de Pio de Pilar                                                 |
| Tercera zona (directamente al norte de la Segunda Zona, ocupando las localidades de San Felipe Neri, San Juan del Monte, Pandacán, San Francisco del Monte, San Mateo, Montalban, y Mariquina.) | General Artemio Ricarte - Coronel Luciano San Miguel | - Brigada de Morong                                                        |
| Cuarta zona (norte de Manila, con su flanco derecho apoyado contra la bahía de Manila, ocupando las ciudades de Caloocan, Novaliches, Malabon y Navotas)                                        | General Pantaleon Garcia - Coronel Enrique Pacheco   | - Pampanga Militar - Batallón del 5.° trozo de Manila - Brigada de Bulacan |

### Estados Unidos
Octavo cuerpo del ejército – Mayor General Elwell S. Otis
- Mariscal preboste: General de brigada Robert P. Hughes
- Juez abogado general: Teniente Coronel Enoch Crowder
- Jefe de ingenieros: Teniente Destacado James Franklin Bell

| División                                              | Brigada                                          | Regimientos y otros |
| ----------------------------------------------------- | ------------------------------------------------ | --- |
| Primera división Brigadier General Thomas M. Anderson | 1ra brigada Brigadier General Charles King       | - 1er Regimiento de Wyoming: Mayor Frank M. Foote - 1er Regimiento de Idaho: Mayor Daniel W. Figgins - 1er Regimiento de Washington: Coronel John H. Wholly - 1er Regimiento de California: Coronel James Francis Smith                   |
| Primera división Brigadier General Thomas M. Anderson | 2da brigada Brigadier General Samuel Ovenshine   | - 4to Regimiento de Caballería de los Estados Unidos - 1er Regimiento de Dakota del Norte: Teniente Coronel William C. Treumann - 14to Regimiento de Infantería de los Estados Unidos: Mayor Carroll H. Potter                            |
| Primera división Brigadier General Thomas M. Anderson | Artillería                                       | - 6ta Artillería estadounidense, Capitán A.B. Dyer - 6ta Artillería estadounidense, Teniente H. L. Hawthorne - Ingenieros estadounidenses (Compañía A sirviendo como infantería): Teniente William G. Haan, 3ra Artillería estadounidense |
| Segunda división General Arthur MacArthur             | 1ra brigada Brigadier General Harrison Gray Otis | - 20mo Regimiento de Kansas: Coronel Frederick Funston - 3er Regimiento de los EE.UU.: Mayor William A. Kobbé - 1er Regimiento de Montana: Coronel Harry C. Kessler - 10ma Regimiento de Pennsylvania: Coronel Alexander L. Hawkins       |
| Segunda división General Arthur MacArthur             | 2da Brigada Brigadier General Irving Hale        | - 1er Regimiento de Dakota del Sur: Coronel Alfred S. Frost - 1er Regimiento de Colonelorado: Coronel Henry B. McCoy - 1er Regimiento de Nebraska: Coronel John M. Stotsenburg                                                            |
| Segunda división General Arthur MacArthur             | Artillería                                       | - Artillería de Utah: Mayor Richard W. Young |